# Посольство України в Словаччині
Посольство України в Словацькій Республіці — дипломатична місія України в Словаччині, розміщена в Братиславі.

## Завдання посольства
Основне завдання Посольства України в Братиславі представляти інтереси України, сприяти розвиткові політичних, економічних, культурних, наукових та інших зв'язків, а також захищати права та інтереси громадян і юридичних осіб України, які перебувають на території Словаччини.
Посольство сприяє розвиткові міждержавних відносин між Україною і Словаччиною на всіх рівнях, з метою забезпечення гармонійного розвитку взаємних відносин, а також співробітництва з питань, що становлять взаємний інтерес. Посольство виконує також консульські функції.

## Історія дипломатичних відносин
Україна однією з перших країн світу 1 січня 1993 р. визнала державну незалежність Словацької Республіки.. При цьому, відповідно до принципу правонаступництва, а також враховуючи відповідні домовленості сторін, на сьогодні офіційною датою встановлення дипломатичних відносин вважається 9 червня 1934 р.

## Керівники дипломатичної місії
1. Лубківський Роман Мар'янович (1992—1993)
2. Сардачук Петро Данилович (1993—1995)
3. Павличко Дмитро Васильович (1995—1998)
4. Рилач Юрій Олександрович (1998—2004)
5. Устич Сергій Іванович (2004—2005)
6. Огнівець Інна Василівна (2005—2010)
7. Холостенко Іван Іванович (2010) т.п.
8. Гаваші Олег Олодарович (2010[2]–2016[3]), посол
9. Мушка Юрій Юрійович (2016[4]—2022[5])
10. Кастран Мирослав Миронович (з 2022)[6]

## Генеральні консули України в Пряшеві
1. Бенч Ольга Григорівна (2005—2015)